# Zygmunt Pogonowski
Zygmunt Pogonowski (ur. 19 października 1914 w Pruszkowie, zm. 5 sierpnia 1995 w Gliwicach) – polski rzemieślnik, poseł na Sejm PRL VI kadencji (1972–1976).

## Życiorys
W dwudziestoleciu międzywojennym kształcił się w Szkole Handlowej w Białymstoku. Pracował również w lokalnej spółdzielni „Społem”. Po odsłużeniu służby w Wojsku Polskim zatrudniony został w Banku Polskim w Kołomyi, gdzie zachował związki ze spódzielczością. 
Po 1945 zatrudniony w „Społem” w Gliwicach, uzyskał kwalifikacje na mistrza i podjął pracę introligatora. W 1969 wstąpił do Stronnictwa Demokratycznego, w którym był sekretarzem Koła Cechowego oraz członkiem prezydium Miejskiego, Powiatowego Komitetu (w Gliwicach) i prezydium Wojewódzkiego Komitetu (w Katowicach). Zasiadał w Komisji Oświaty Miejskiej Rady Narodowej w Gliwicach. 
W 1972 uzyskał mandat posła na Sejm PRL z okręgu Gliwice. Zasiadał w Komisjach Górnictwa, Energetyki i Chemii oraz Handlu Zagranicznego. 
Odznaczony Honorową Odznaką Rzemiosła Śląskiego, Honorową Odznaką Rzemiosła i Medalem „Za udział w walkach o Berlin”. Pozostawił po sobie troje dzieci: Tadeusza, Wandę i Adama.
Pochowany na Cmentarzu Centralnym w Gliwicach.